# Pársec

Diagrama geométrico de la definición del pársec.

El pársec o parsec (símbolo pc) es una unidad de longitud utilizada en astronomía, de aproximadamente 3.2616 años luz. Su nombre se deriva del inglés parallax of one arc second (paralaje de un segundo de arco). La Sociedad Española de Astronomía la define como la distancia desde la que habría que observar el Sistema Solar para que el radio de la órbita terrestre (igual a una unidad astronómica de distancia) esté contenido en un ángulo de un segundo de arco.
En sentido estricto, el pársec se define como la distancia a la que una unidad astronómica (au) subtiende un ángulo de un segundo de arco (1″). En otras palabras, una estrella dista un pársec si su paralaje (el movimiento relativo aparente al observarla desde dos puntos separados) es igual a un segundo de arco entre el Sol y la Tierra.
De la definición resulta que:
1 pársec = 206265 au = 3.2616 años luz = 3.0857 × 1016 m (30 856 804 799 935 500 metros)
Múltiplos del parsec:
kilopársec (kpc): mil pársecs, 3262 años luz.
megapársec (Mpc): un millón de pársecs, distancia equivalente a unos 3.26 millones de años luz.
gigapársec (Gpc): mil millones de pársecs, distancia equivalente a unos 3262 millones de años luz.
De la definición del pársec se obtiene, mediante el uso de paralaje y la trigonometría, su valor, que es 13600 de grado. Esto corresponde a {\displaystyle {\frac {648\,000}{\pi }}} unidades astronómicas. Es decir {\displaystyle 1\,\mathrm {pc} =1/\tan \left({1}{\prime \prime }\right)\,\mathrm {au} }. La estrella más cercana, Próxima Centauri, está a unos 1.3 parsecs (4.2 años luz) del Sol. La mayoría de las estrellas visibles a simple vista se encuentran a unos pocos cientos de parsecs del Sol, y las más distantes a unos pocos miles.
La palabra parsec es un acrónimo de «paralaje de un segundo» y fue acuñada por el astrónomo británico Herbert Hall Turner en 1913 para facilitar a los astrónomos los cálculos de distancias astronómicas a partir de datos de observación sin procesar. En parte por esta razón, es la unidad preferida en astronomía y astrofísica, aunque el año luz sigue siendo prominente en los textos de divulgación científica y de uso común. Aunque los parsecs se usan para las distancias más cortas dentro de la Vía Láctea, se requieren múltiplos de parsecs para las escalas más grandes del universo, incluidos los kiloparsecs (kpc) para los objetos más distantes dentro y alrededor de la Vía Láctea, megaparsecs (Mpc) para galaxias de distancia media y gigaparsecs (Gpc) para muchos cuásares y las galaxias más distantes.
En agosto de 2015, la Unión Astronómica Internacional (IAU) aprobó la Resolución B2, que, como parte de la definición de una escala de magnitud bolométrica aparente y absoluta estandarizada, mencionó una definición explícita existente del parsec como exactamente {\displaystyle {\frac {648\,000}{\pi }}} au, o aproximadamente 3.085 677 581 491 3673×1016 m (basado en la definición exacta SI de la unidad astronómica de IAU 2012). Esto corresponde a la definición de ángulo pequeño del parsec que se encuentra en muchas referencias astronómicas.

## Cálculo del valor del pársec
De la definición del pársec resulta el diagrama arriba expuesto. En este diagrama, la Tierra y el Sol delimitan la base de un triángulo rectángulo cuya altura es Δ=1 pc y el ángulo opuesto a la base es β=1".  En este escenario, la longitud de la base r es precisamente una unidad astronómica por definición. Así, se tiene que la tangente del ángulo β viene dada por:
{\displaystyle \tan \beta ={\frac {r}{\Delta }}}
Para ángulos muy pequeños, se puede aproximar la tangente por su primer término de su serie de Taylor. Para β en radianes esto es:
{\displaystyle \tan \beta \approx \beta }
Así, se tiene que:
{\displaystyle \Delta ={\frac {r}{\beta }}}
En la fórmula anterior β  debe estar en radianes. Esto es
{\displaystyle \beta =1''={\frac {1}{60}}\times {\frac {1}{60}}\times {\frac {1}{360}}\times 2\pi \ rad={\frac {\pi }{648\,000}}\ rad}
En nuestro escenario r = 1 au y  β  es un segundo de grado. De esta manera tenemos que:
{\displaystyle \Delta =1\ {\textrm {pc}}={\frac {r}{\beta }}=1\,{\textrm {au}}\times {\frac {648\,000}{\pi }}\approx 206\,264.806\ {\textrm {au}}}
Esta es la definición de pársec tomada por la Unión Astronómica Internacional desde 2015.

## Distancias en pársecs
Ejemplos de distancias en pársecs:
- La estrella más cercana al sistema solar es Próxima Centauri, cuyo paralaje es de 0.76 segundos de arco. Por lo tanto, se encuentra a 1.32 pc, o 4.29 años luz.
- La distancia entre el Sol y el centro de nuestra galaxia, la Vía Láctea, es igual a 8.5 kpc (8500 pc): cerca de 30 000 años luz.
- La galaxia de Andrómeda está a 0.7 Mpc, es decir, 700 000 pc, o más de 2 millones de años luz.
- El cúmulo de Virgo se halla a unos 18 Mpc de nosotros.
- Un pársec equivale (aproximadamente) a 30.9 billones de kilómetros.

## Historia
El parsec se define como igual a la longitud del cateto adyacente (el cateto opuesto es 1 au) de un imaginario extremadamente alargado triángulo rectángulo en el espacio. Las dos dimensiones en las que se basa este triángulo son su cateto más corto, de longitud una unidad astronómica (la distancia promedio entre la Tierra y el Sol), y el ángulo subtendido del vértice opuesto a ese cateto, midiendo un segundo de arco. Aplicando las reglas de trigonometría a estos dos valores, se puede derivar la longitud unitaria del otro lado del triángulo (el parsec).
Uno de los métodos más antiguos utilizados por los astrónomos para calcular la distancia a una estrella es registrar la diferencia de ángulo entre dos mediciones de la posición de la estrella en el cielo. La primera medida se toma desde la Tierra en un lado del Sol, y la segunda se toma aproximadamente medio año después, cuando la Tierra está en el lado opuesto del Sol. La distancia entre las dos posiciones de la Tierra cuando se tomaron las dos medidas es el doble de la distancia entre la Tierra y el Sol. La diferencia de ángulo entre las dos medidas es el doble del ángulo de paralaje, que está formado por las líneas del Sol y la Tierra a la estrella en el distante vértice. Luego, la distancia a la estrella podría calcularse usando trigonometría. Las primeras mediciones directas publicadas con éxito de un objeto en la distancia interestelar fueron hechas por el astrónomo alemán Friedrich Wilhelm Bessel en 1838, quien usó este enfoque para calcular la distancia de 3.5 parsec de 61 Cygni.

Movimiento de paralaje estelar de paralaje anual

El paralaje de una estrella se define como la mitad de la distancia angular que una estrella parece moverse en relación con la esfera celeste cuando la Tierra orbita alrededor del Sol. De manera equivalente, es el ángulo subtendido, desde la perspectiva de esa estrella, del semieje mayor de la órbita de la Tierra. La estrella, el Sol y la Tierra forman los vértices de un triángulo rectángulo imaginario en el espacio: el ángulo recto es el vértice del Sol y el vértice de la estrella es el ángulo de paralaje. La longitud del lado opuesto al ángulo de paralaje es la distancia de la Tierra al Sol (definida como una unidad astronómica, au) y la longitud del lado adyacente indica la distancia del sol a la estrella. Por lo tanto, dada una medida del ángulo de paralaje, junto con las reglas de trigonometría, se puede encontrar la distancia del Sol a la estrella. Un parsec se define como la longitud del lado adyacente al vértice ocupado por una estrella cuyo ángulo de paralaje es un segundo de arco.
El uso del parsec como unidad de distancia se sigue naturalmente del método de Bessel, porque la distancia en parsecs se puede calcular simplemente como el  recíproco del ángulo de paralaje en segundos de arco (es decir, si el ángulo de paralaje es un segundo de arco, el objeto está a 1 pc del Sol; si el ángulo de paralaje es de 0.5 segundos de arco, el objeto está a 2 pc de distancia; etc.). No se requieren funciones trigonométricas en esta relación porque los ángulos muy pequeños involucrados significan que se puede aplicar la solución aproximada del triángulo delgado.
Aunque puede haber sido usado antes, el término «parsec» se mencionó por primera vez en una publicación astronómica en 1913. El Astrónomo Real Frank Watson Dyson expresó su preocupación por la necesidad de un nombre para esa unidad de distancia. Propuso el nombre «astron», pero mencionó que Carl Charlier había sugerido «siriómetro» y Herbert Hall Turner había propuesto «parsec». Fue la propuesta de Turner la que se aceptó.